# T'innamorerò
T'innamorerò è il primo singolo ad essere estratto da Anime belle (1998), secondo album della cantante romana Marina Rei.
Del brano esiste anche una versione remix, a cui ha collaborato Neffa.
Il brano ha raggiunto tra le più alte posizioni nei rilevamenti dei passaggi radiofonici.

## Tracce
Lato A
1. T'innamoremix (feat. Neffa) – 4:35 (Ashley Ingram, Shirley Mattison, Marina Rei, Giovanni Pellino)
2. T'innamorerò (Album Version) – 4:04 (Ashley Ingram, Shirley Mattison, Marina Rei)

Lato B
1. T'innamorerò (P.F.Sound Wurly Mix) – 4:37 (Ashley Ingram, Shirley Mattison, Marina Rei)
2. T'innamorerò (Let's Move Remix) – 6:10 (Ashley Ingram, Shirley Mattison, Marina Rei)